# Antennas to Hell
Antennas to Hell är ett samlingsalbum av metal-bandet Slipknot. Samlingsalbumet släpptes den 24 juli 2012 genom Roadrunner Records. 
Albumet släpptes också med en bonus CD som innehåller hela konserten från (sic)nesses DVDn i ljudspår, som spelades in på Download Festival 2009 och en bonus DVD som innehåller alla deras musikvideor, samt tio stycken kortfilmer så kallad "Broadcast From Hell". Detta är det första albumsläppet sedan Paul Grays död.

## Låtlista
1. "(sic)"
2. "Eyeless"
3. "Wait And Bleed"
4. "Spit It Out"
5. "Surfacing"
6. "People = Shit"
7. "Disasterpiece"
8. "Left Behind"
9. "My Plague (New Abuse Mix)"
10. "The Heretic Anthem (live)"
11. "Purity (live)"
12. "Pulse Of The Maggots"
13. "Duality"
14. "Before I Forget"
15. "Vermilion"
16. "Sulfur"
17. "Psychosocial"
18. "Dead Memories"
19. "Snuff"

### Bonus-CD
(sic)nesses, live från Download Festival 2009
1. "(sic)"
2. "Eyeless"
3. "Wait And Bleed"
4. "Get This"
5. "Before I Forget"
6. "Sulfur"
7. "The Blister Exists"
8. "Dead Memories"
9. "Left Behind"
10. "Disasterpiece"
11. "Vermilion"
12. "Everything Ends"
13. "Psychosocial"
14. "Duality"
15. "People = Shit"
16. "Surfacing"
17. "Spit It Out"

### Bonus-DVD
Musikvideor
1. "Spit It Out"
2. "Surfacing"
3. "Wait And Bleed"
4. "Wait And Bleed (Animated)"
5. "Scissors"
6. "Left Behind"
7. "My Plague"
8. "People = Shit (live)"
9. "The Heretic Anthem (live)"
10. "Duality"
11. "Vermilion"
12. "Vermilion Pt. 2"
13. "Before I Forget"
14. "The Nameless (live)"
15. "The Blister Exists"
16. "Psychosocial"
17. "Dead Memories"
18. "Sulfur"
19. "Snuff"
20. "Psychosocial (live)"
21. "Broadcast from Hell (Tio videoklipp regisserat av Shawn Crahan)